# Keller (Texas)
Keller ist eine Stadt im Tarrant County im US-Bundesstaat Texas in den Vereinigten Staaten. Das U.S. Census Bureau hat bei der Volkszählung 2020 eine Einwohnerzahl von 45.776 ermittelt. Sie ist eine Vorstadt von Fort Worth und gehört der Metropolregion Dallas-Fort-Worth-Metroplex an.

## Geographie
Die Stadt liegt im mittleren Nordosten von Texas, am U.S. Highway 377, 25 Kilometer nördlich von Fort Worth, im Norden des Countys und hat eine Gesamtfläche von 47,8 km².

## Demografische Daten
Nach der Volkszählung im Jahr 2000 lebten hier 27.345 Menschen in 8827 Haushalten und 7856 Familien. Die Bevölkerungsdichte betrug 572,6 Einwohner pro km². Ethnisch betrachtet setzte sich die Bevölkerung zusammen aus 93,74 % weißer Bevölkerung, 1,43 % Afroamerikanern, 0,39 % amerikanischen Ureinwohnern, 1,77 % Asiaten, 0,04 % Bewohnern aus dem pazifischen Inselraum und 1,18 % aus anderen ethnischen Gruppen. Etwa 1,45 % waren gemischter Abstammung und 4,51 % der Bevölkerung waren spanischer oder lateinamerikanischer Abstammung.
Von den 8827 Haushalten hatten 5,23 % Kinder unter 18 Jahre, die im Haushalt lebten. 81,3 % davon waren verheiratete, zusammenlebende Paare. 5,6 % waren allein erziehende Mütter und 11,0 % waren keine Familien. 8,9 % aller Haushalte waren Singlehaushalte und in 2,0 % lebten Menschen, die 65 Jahre oder älter waren. Die Durchschnittshaushaltsgröße betrug 3,09 und die durchschnittliche Größe einer Familie belief sich auf 3,30 Personen.
33,7 % der Bevölkerung waren unter 18 Jahre alt, 4,7 % von 18 bis 24, 34,7 % von 25 bis 44, 22,5 % von 45 bis 65, und 4,3 % die 65 Jahre oder älter waren. Das Durchschnittsalter war 35 Jahre. Auf 100 weibliche Personen aller Altersgruppen kamen 98,9 männliche Personen. Auf 100 Frauen im Alter von 18 Jahren und darüber kamen 97,3 Männer.

Das jährliche Durchschnittseinkommen eines Haushalts betrug 86.232 USD, das Durchschnittseinkommen einer Familie 90.129 USD. Männer hatten ein Durchschnittseinkommen von 66.969 USD gegenüber den Frauen mit 34.661 USD. Das Prokopfeinkommen betrug 31.986 USD. 1,4 % der Bevölkerung und 1,0 % der Familien lebten unterhalb der Armutsgrenze. Davon waren 1,4 % Kinder und Jugendliche unter 18 Jahren und 1,4 % waren 65 oder älter.

## Persönlichkeiten
- Ángela Barón (* 2003), kolumbianisch-US-amerikanische Fußballspielerin